# Vrabevo
Vrabevo (bulgariska: Врабево) är ett distrikt i Bulgarien.   Det ligger i kommunen Obsjtina Trojan och regionen Lovetj, i den centrala delen av landet, 120 km öster om huvudstaden Sofia.
Trakten runt Vrabevo består till största delen av jordbruksmark. Runt Vrabevo är det ganska glesbefolkat, med 35 invånare per kvadratkilometer.